# Constantine Louloudis
Constantine Louloudis (* 15. září 1991, Londýn, Spojené království) je britský veslař. Je olympijským vítězem na čtyřce bez kormidelníka z roku 2016. V roce 2012 získal na olympiádě bronzovou medaili na osmě. Je též dvojnásobným mistrem světa na osmě.